# Anagyrus pulcher
Anagyrus pulcher är en stekelart som först beskrevs av William Harris Ashmead 1888.  Anagyrus pulcher ingår i släktet Anagyrus och familjen sköldlussteklar. Inga underarter finns listade i Catalogue of Life.